# Zagradec pri Grosupljem
Zagradec pri Grosupljem – wieś w Słowenii, w gminie Grosuplje. 1 stycznia 2017 liczyła 213 mieszkańców.